# Lasius sabularum
Lasius sabularum es una especie de hormiga del género Lasius, tribu, Lasiini, orden Hymenoptera. Fue descrita por Bondroit en 1918.

## Distribución
Se distribuye por Austria, Bélgica, República Checa, Finlandia, Francia, Alemania, Países Bajos, Noruega, Polonia, Rumania, Rusia, Eslovaquia, Eslovenia, España, Suiza y Reino Unido.

## Hábitat
Habita en piedras y rocas, nidos, en pastizales secos, dunas y jardines. Se ha encontrado a elevaciones de 59-500 metros.